# 松本祐子 (小説家)
松本 祐子（まつもと ゆうこ、1963年10月31日 - ）は、日本の小説家、イギリス文学者。聖学院大学元人間福祉学部教授、現在は人文学部児童学科教授。専門は19世紀イギリス文学、英米児童文学。

## 経歴
早稲田大学第一文学部英文科卒業後、日本女子大学大学院文学研究科博士後期課程満期退学。1992年、季刊小説雑誌『小説ハヤカワHi!』（『S-Fマガジン』臨時増刊号）に投稿したファンタジー作品『虹色のリデル』が編集者の目に留まり、作家デビュー。2002年に公募新人賞である日本児童文学者協会新人賞を『リューンノールの庭』で受賞している。
1998年聖学院大学児童学科講師。2000年助教授、2007年准教授、2008年教授。

## 受賞
- 2002年 - 第1回日本児童文学者協会主宰の長編児童文学新人賞を受賞
- 2002年 - 第19回うつのみやこども賞を受賞

## 作品リスト

### 「シエナ国物語」シリーズ
- 『虹色のリデル』（ハヤカワ文庫Hi） 1992年
- 『真紅の魔教』（コバルト文庫） 1994年

### 「ルーカスレオン」シリーズ
- 『夢の冠 碧の剣』（コバルト文庫、イラスト：星崎龍） 1995年
- 『夢の冠 白の闇』（コバルト文庫、イラスト：星崎龍） 1996年

### 「天使たちのラプソディー」シリーズ
- 『御曹司はご機嫌ななめ』（スーパーファンタジー文庫） 1998年
- 『ヒロインは失踪中』（スーパーファンタジー文庫） 1998年
- 『恋敵はエゴイスト』（スーパーファンタジー文庫） 1998年
- 『跡継ぎは優等生』（スーパーファンタジー文庫） 1999年

### 「未散（みちる）と魔法の花」シリーズ
- 『リューンノールの庭』（小峰書店） 2002年
- 『ブルーローズの謎』（小峰書店） 2004年
- 『フェアリースノーの夢』（小峰書店） 2006年

### 単巻完結
- 『永遠（とわ）への扉』（集英社スーパーファンタジー文庫） 1996年
- 『君の瞳で凍らせて』（スーパーファンタジー文庫） 2000年
- 『8分音符のプレリュード』（小峰書店） 2008年
- 『カメレオンを飼いたい!』（小峰書店） 2011年
- 『ツン子ちゃん、おとぎの国へ行く』（小峰書店、イラスト：佐竹美保） 2013年
- 『魔女は真昼に夢を織る』（聖学院大学出版会、イラスト：佐竹美保） 2016年